# سابينو أرانا

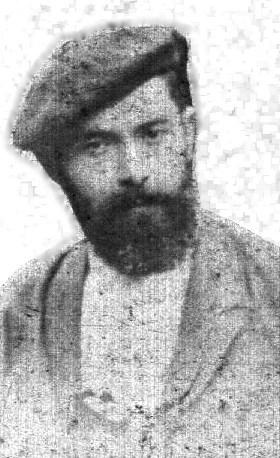
سابينو أرانا، 1890

سابينو أرانا غويري (بالإسبانية: Sabino Arana)‏ (26 يناير، 1865 - 25 نوفمبر، 1903)، كاتب باسكي ومؤسس الحزب القومي الباسكي (PNV)، يعتبر الأب الروحي للقومية الباسكية.
كان مدافعًا عن استخدام لغة الباسك في جميع المجالات في المجتمع، لتجنب التهميش المتزايد في وجه الهيمنة الإسبانية. تعلم اللغة الباسكية عندما كان شابًا، وكان مستعدًا للمنافسة على منصب أستاذ في إقليم الباسك في معهد بلباو، وتنافس ضد الفيلسوف ميغيل أونامونو. بذل جهدًا قويًا لوضع مدونة قواعد الإملاء والنحو للغة الباسك، واقترح كلمات جديدة عدة لتحل محل الكلمات من أصل إسباني. كان يقول أن العرق الباسكي النقي تلوث بفعل الاتصال بالعرق الإسباني.
أسس سابينو ارانا النزعة القومية الباسكية بناءً على ايديولوجيا اتنية كاثوليكية ومعادية لإسبانيا. ثم تأثرت هذه الايديولوجيا بالنزعة الماركسية اللينينية لمؤسسي «إيتا».
توفي في سوكاريتا في سن ال 38 بعد سقوطه مريضا بمرض أديسون خلال الفترة التي قضاها في السجن. كان قد اتهم بالخيانة لمحاولة إرسال برقية إلى الرئيس الأمريكي تيودور روزفلت، ناشد فيها الولايات المتحدة بمساعدة كوبا في مسعاها للحصول على الاستقلال عن إسبانيا.
وترك خلف أيديولوجيته متجسدة في 33 عمل شعري و14 كتاب في السياسة والأدب وأكثر من 600 مقال صحافي.